# Rälla
Rälla è un'area urbana della Svezia situata nel comune di Borgholm, contea di Kalmar.
La popolazione risultante dal censimento 2010 era di 407 abitanti.